# 圣洛朗德兰
圣洛朗德兰（法語：Saint-Laurent-de-Lin，法語發音：[sɛ̃ loʁɑ̃ də lɛ̃]）是法国安德尔-卢瓦尔省的一个市镇，位于该省西北部，属于图尔区。

## 地理
圣洛朗德兰（47°30'25"N, 0°15'29"E）面积13.86 平方千米，位于法国中央-卢瓦尔河谷大区安德尔-卢瓦尔省，该省份为法国中西部省份，北起萨尔特省、东北接卢瓦-谢尔省，东南接安德尔省，南至维埃纳省，西临曼恩-卢瓦尔省。
与圣洛朗德兰接壤的市镇（或旧市镇、城区）包括：拉唐河畔沙奈、拉瓦利耶尔堡、图赖讷地区库尔塞勒、吕布莱、努瓦扬维拉日。

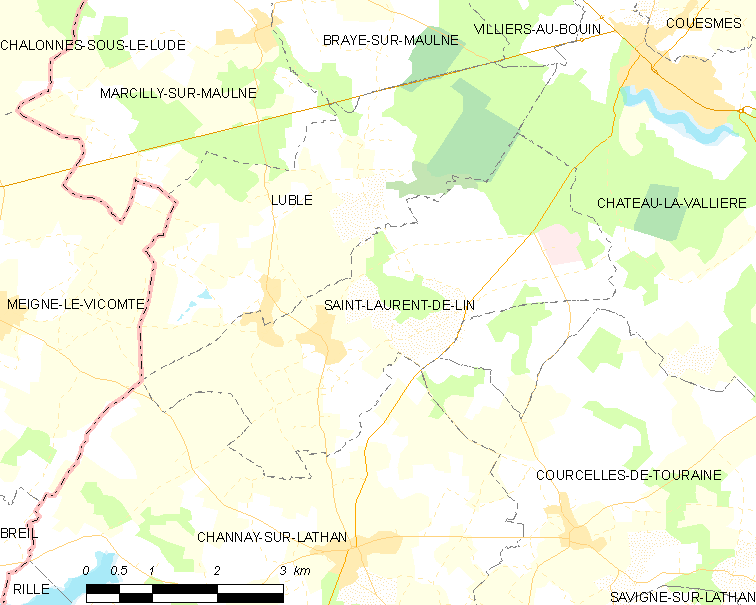
圣洛朗德兰的OSM定位图

圣洛朗德兰的时区为UTC+01:00、UTC+02:00（夏令时）。

## 行政
圣洛朗德兰的邮政编码为37330，INSEE市镇编码为37223。

## 政治
圣洛朗德兰所属的省级选区为朗热县。

## 人口

1962-2008年间圣洛朗德兰人口变化图示

圣洛朗德兰于2022年1月1日时的人口数量为344人。